# Поповское (Воробьёвское сельское поселение)
Поповское — упразднённая деревня в Сокольском районе Вологодской области на реке Корбанка.
Входила в состав Воробьёвского сельского поселения, с точки зрения административно-территориального деления — в Воробьёвский сельсовет. Расположена к северу от автодороги А123.
Расстояние по автодороге до районного центра Сокола — 63 км, до центра муниципального образования Воробьёва — 7 км. Ближайшие населённые пункты — Михалево, Малое Яковково, Ильмоватица.
По данным переписи в 2002 году постоянного населения не было.
Упразднена 9 января 2021 года.